# Müllwagen

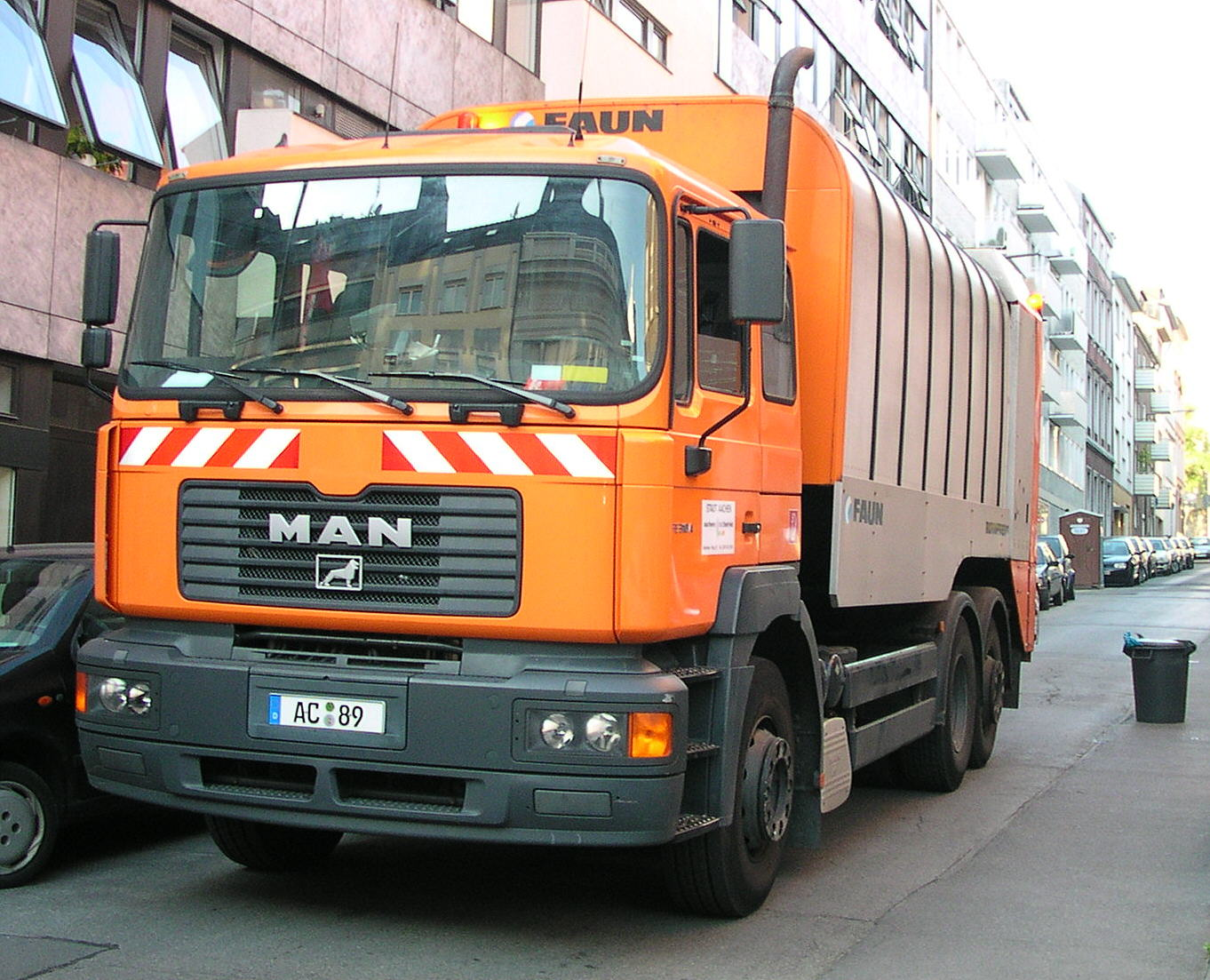
Müllfahrzeuge dienen dem Sammeln und Transportieren von Abfällen.

Ein Müllwagen (auch Müllfahrzeug, Müllauto oder fachsprachlich Abfallsammelfahrzeug) ist ein Kraftfahrzeug, das in der Müllabfuhr eingesetzt wird, um Abfälle von Wohnhäusern, Gewerbe- und Industriebetrieben einzusammeln und zu einer Umladestation oder einer Sortier- bzw. Behandlungsanlage zu transportieren.
Zu diesem Zweck hat der Müllwagen auf dem Fahrgestell eines Lastkraftwagens einen Aufbau, der aus einer Vorrichtung zum Beladen, der Schüttung, und einem Laderaum besteht. Zur besseren Ausnutzung des Laderaums wird der Müll meist im Müllfahrzeug verdichtet.

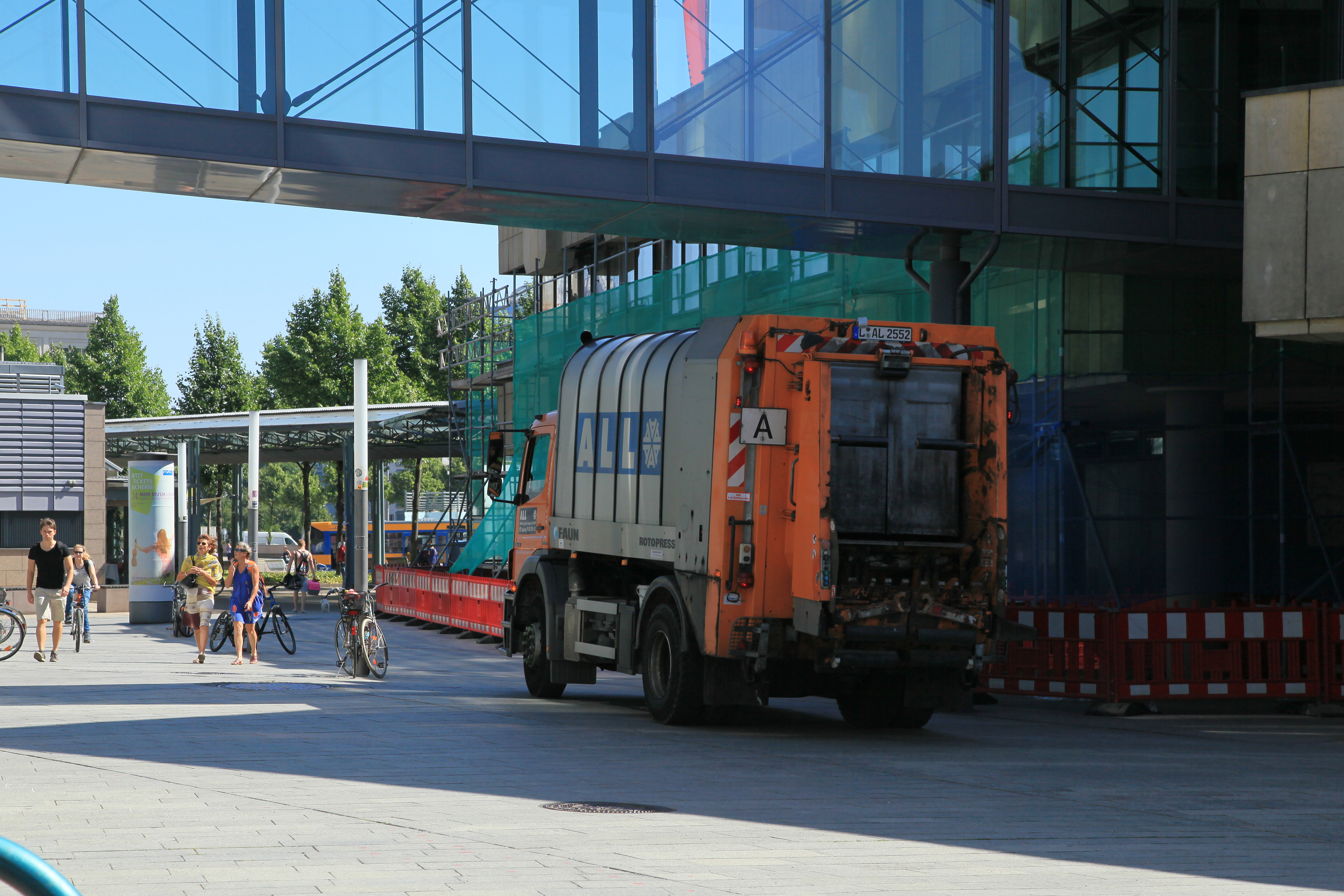
In Deutschland zugelassener Müllwagen mit A-Schild hinten am Fahrzeug

## Übersicht
Mit Müllfahrzeugen werden unterschiedliche Arten von Abfällen und Wertstoffen abgeholt und transportiert. Dazu werden die Fahrzeuge mit geeigneten Entleerungs- und Ladevorrichtungen ausgestattet, die zum einen auf die Behältersammlung und zum anderen auf die Sammlung von losen Abfällen, insbesondere Sperrmüll, und von Wertstoffsäcken und -bündeln ausgerichtet sind. Die Behälterabfuhr ist beim Haus- und Gewerbemüll gebräuchlich, wobei die Behälter umgangssprachlich als Abfalltonnen oder Mülltonnen bezeichnet werden. Diese fachtechnisch als Müllgroßbehälter (MGB) bezeichneten Behälter sind in Größen zwischen 60 und 360 Litern in 2-Rad-Ausführung (zur leichteren Handhabung) und 660 bis 1100 Litern in 4-Rad-Ausführung als Rollcontainer gebräuchlich.
Zur Entleerung wird ein Behälter mit seiner Schüttungsaufnahme (Kammleiste, Zapfen, DU-Aufnahme) an den Lifter des Müllfahrzeugs gestellt. Die Entleerung des Behälters geschieht maschinell mit hydraulischem Anheben und Kippen. Die klassische Form eines Müllfahrzeugs ist der Hecklader, der von einem oder mehreren Müllwerkern beladen und bedient wird. Zur Einsparung von (Personal-)Kosten sind Ladesysteme im Einsatz, die der Fahrer allein bedienen kann: Frontlader (mit Überkopf-Entleerung für großvolumige Container), Seitenlader und Front-Seitenlader (für kleinvolumige Behälter).
Für die lose Sammlung von Sperrmüll und Wertstoffen sind Schüttungen mit tiefliegender Sammelwanne üblich, die von Hand befüllt wird. Ein hydraulisch betriebenes Pressschild fördert das Ladegut aus der Wanne in den Laderaum und verdichtet es. Zur Verdichtung sind Drehtrommel-(Rotopress-) und Pressplattensysteme gebräuchlich.
Krupp in Essen baute als erster einen Müllkraftwagen. Durch eine schräg laufende Förderschnecke konnten die Anforderungen einer größeren Transportmenge und niedrigen Ladekante erfüllt werden.

## Fahrzeugtypen

### Müllfahrzeuge mit Hecklader

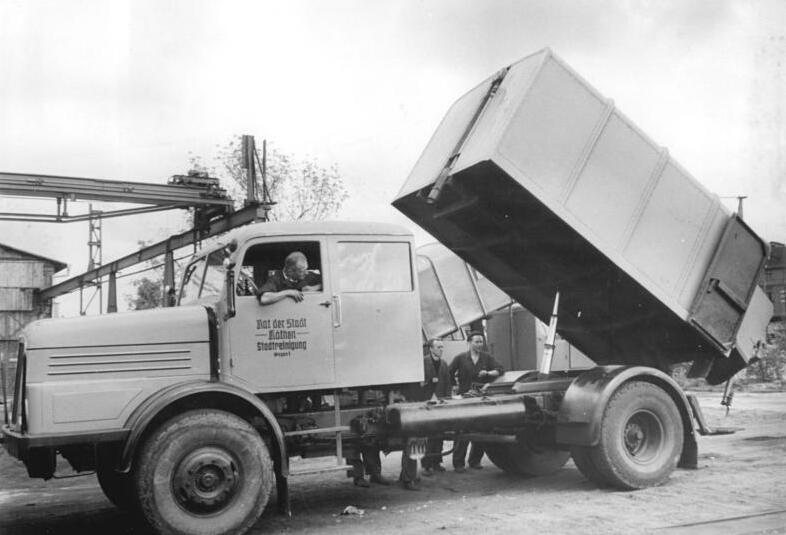
Spezialmüllwagen aus dem Jahr 1956, auf Basis des IFA H6

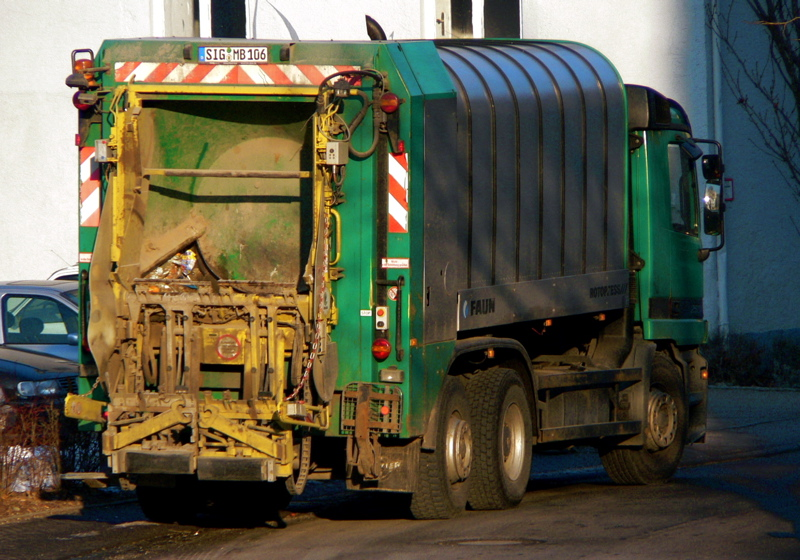
Rotopress

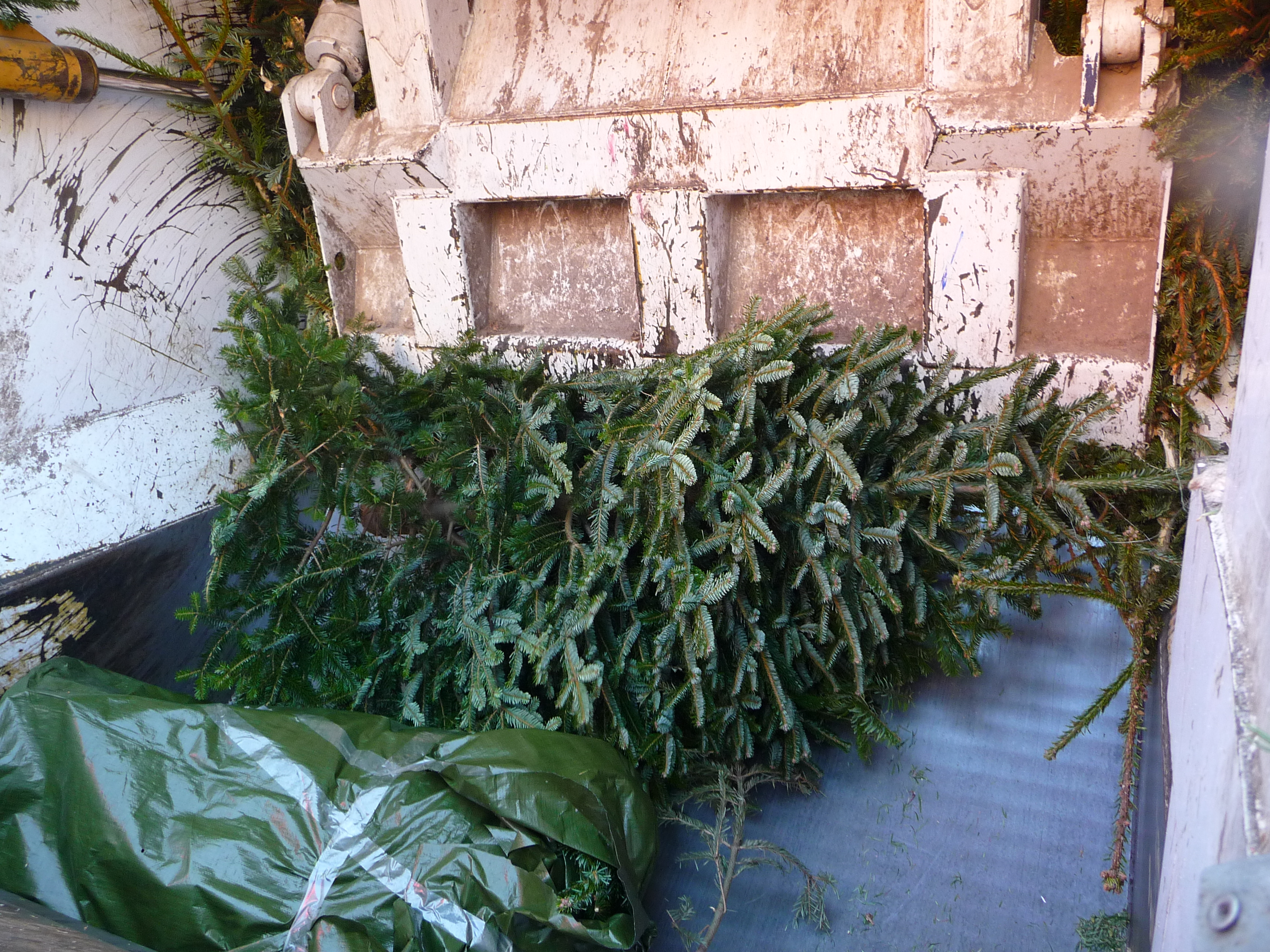
Zusammenpressen von Weihnachtsbäumen mittels eines Heckladers

#### Rotopresssysteme
Müllfahrzeuge als Hecklader mit Rotopress-System bestehen aus einer großen drehenden Trommel (bis zu 15 Umdrehungen pro Minute), die meist mit einem charakteristisch gerippten, oben abgerundeten Aufbau zur Geräuschminderung verdeckt ist. Mitunter wird die Umhüllung zur Gewichtsminderung weggelassen, sodass die Trommel frei sichtbar ist. Der in die Schüttung gefüllte Abfall wird in der drehenden Trommel durch schneckenförmige Stegbleche an Wandung („Förderschnecke“) in das Innere transportiert und dabei leicht zerkleinert. Eine feststehende gegenläufige Pressschnecke an der Heckklappe verdichtet zusätzlich den Abfall, sobald die Trommel weiter gefüllt ist. Zur Entleerung des Fahrzeugs wird die Heckklappe geöffnet und die Trommel auf Rückwärtslauf geschaltet: Die Sammeltrommel wird ähnlich einem Betonmischer entleert.
Vorteilhaft an diesem System ist die geringe Anzahl mechanischer und hydraulischer Teile sowie die geringe Bautiefe der Heckklappe und der kontinuierliche Betrieb. Nachteilig ist die fehlende weitergehende Verpressung sowie die Geräuschentwicklung, die durch drehende Abfälle entsteht.
Rotopress-Fahrzeuge werden bevorzugt in städtischer Umgebung eingesetzt, wo vorrangig Mülltonnen und kleine Container zur Abholung bereitstehen. Hier sind Umrüstungen von Sammelfahrzeugen nicht erforderlich, sodass diese Sammelfahrzeuge mit ihrem geringen Wartungsaufwand bei großen Fahrzeugflotten kostengünstig eingesetzt werden können.

#### Pressplattensysteme
Müllfahrzeuge mit Pressplattensystem nutzen eine zuführende Pressplatte und einen beweglichen Gegenschild im Pressraum des Sammelfahrzeugs. Die Abfälle werden in die Mulde der Schüttung gefüllt und von der Pressplatte zuerst nach innen, und dann nach oben in den Aufbau des Fahrzeugs geschoben und dabei erheblich verdichtet. Das bewegliche Gegenschild im Inneren des Aufbaus baut den notwendigen Gegendruck auf. Mit zunehmender Befüllung des Fahrzeugs wird das Gegenschild stückweise hydraulisch Richtung Führerhaus verschoben, um weiteren Speicherraum freizugeben. Zur Entleerung des Fahrzeugs wird die Schüttung komplett nach oben geklappt, sodass das Gegenschild die eingesammelten Abfälle hinausschieben kann.
Vorteilhaft an diesem System ist die erhebliche Verdichtung des Abfalls sowie die vielseitige Einsetzbarkeit des Fahrzeugs. Nachteilig sind die wartungsintensive und laute Hochdruck-Hydraulikanlage und die hohe Bautiefe der Schüttung.
Pressplattensysteme werden bevorzugt in ländlicher Umgebung und zur Sammlung von größeren Containern sowie für lose Abfälle wie Sperrmüll und für Wertstoffsammlungen („Gelber Sack“) eingesetzt. Die unterschiedlichen Schüttungen können in wenigen Stunden umgebaut werden.

#### Sonstige Systeme
Presskopf-Fahrzeuge, bei denen die Verpressung des eingefüllten Abfalls durch einen hin- und herschwingenden Presskopf erfolgt, werden heute nur noch selten eingesetzt.
Selten werden Systemfahrzeuge eingesetzt, deren Aufbau hauptsächlich aus einem absetzbaren, geschlossenen Container und getrennter Schüttung besteht. Vorteilhaft an diesem System ist die mögliche Trennung zwischen dem Abholen des Abfalls in den Haushalten durch ein spezialisiertes Pressfahrzeug und dem Weitertransport zu einer Behandlungsstelle. Dieser Transport kann kostengünstig von beliebigen Containertransportern übernommen werden und beim Transport über längere Strecken Kostenvorteile ergeben. Nachteilig sind der hohe Anschaffungspreis des Gesamtsystems und das niedrigere Ladevolumen der Container.
Die Container werden wie bei Abrollkippern durch Schrägstellen entladen, wobei bei stark verpresstem Inhalt Schwierigkeiten auftreten können, das Material allein durch die Schwerkraft herauszubefördern. Bei diesen Sammelsystemen werden vorrangig automatisierte Systeme verwendet: Die Schüttung erkennt durch einen Gewichtssensor das Anhängen einer Mülltonne. Diese wird dann automatisch angehoben, gekippt, gerüttelt und wieder abgesetzt. Somit kann das Fahrzeug auch von einem Müllwerker allein effektiv befüllt werden. Weitergehende Ausstattungen an diesen Fahrzeugen reinigen die Mülltonnen zusätzlich nach der Leerung mit unter Hochdruck eingespritztem Wasser.

### Müllfahrzeuge mit Frontlader

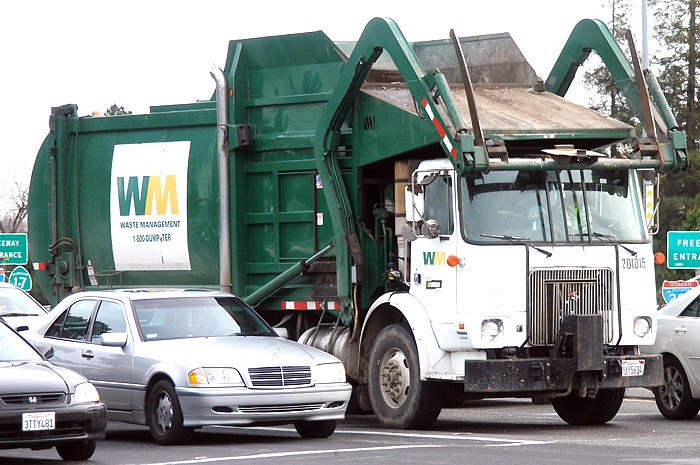
Frontlader

Müllfahrzeuge mit Frontladersystem werden vor allem in der Gewerbeabfallsammlung für großvolumige Container eingesetzt. Die Behälter werden vom Fahrer mit dem Frontlader aufgenommen, über das Fahrerhaus gehievt und dahinter in eine Schüttung ausgeleert.
Das Grundsystem ist bei den Herstellern ähnlich, unterscheidet sich jedoch in der Lagerung der Aufnahmevorrichtung. Bei den Fahrzeugen der Fa. HN Schörling wird das so genannte Hubgerüst während der Fahrt auf dem Dach abgelegt; bei den Fahrzeugen der Fa. Heil wird es unterhalb und bei denen der Fa. Faun oberhalb der Windschutzscheibe festgestellt. Der Aufbau wird in unterschiedlichen Größen für die verschiedenen Fahrgestelle (3- oder 4-Achser) angeboten.
Die Müllcontainer haben eine Größe von 0,7 bis 15 Kubikmeter, sodass bei der Leerung Gesamtgewichte bis zu 3,5 Tonnen über das Fahrerhaus gehoben werden. Der Laderaum ist üblicherweise mit einem Pressplattensystem ausgestattet, mit dem der zugeladene Abfall verdichtet wird. Zum Abladen wird die Heckklappe nach oben geöffnet und mit Hilfe der Presse der Abfall nach hinten aus dem Fahrzeug geschoben. Zur Sicherung der Ladung befinden sich auf dem Dach zwei Deckel oder eine Art Schieberollo, das sich beim Kippen der Container öffnet und danach wieder schließt.
Die Fahrzeuge können mit Wiegesystemen ausgestattet werden, die entweder eine Wägung des Gesamtgewichtes des im Aufbau befindlichen Abfalls vornehmen oder die einzelnen Behälter wiegen, sodass eine gewichtsbezogene Einzelabrechnung der Kunden möglich wird.
Die höhere technische Komplexität dieser Fahrzeuge mit ihren elektronischen Komponenten und der digitalen Steuerung macht höheren Aufwand für die Wartung und Pflege nötig.

### Müllfahrzeuge mit Seitenlader und Front-Seitenlader

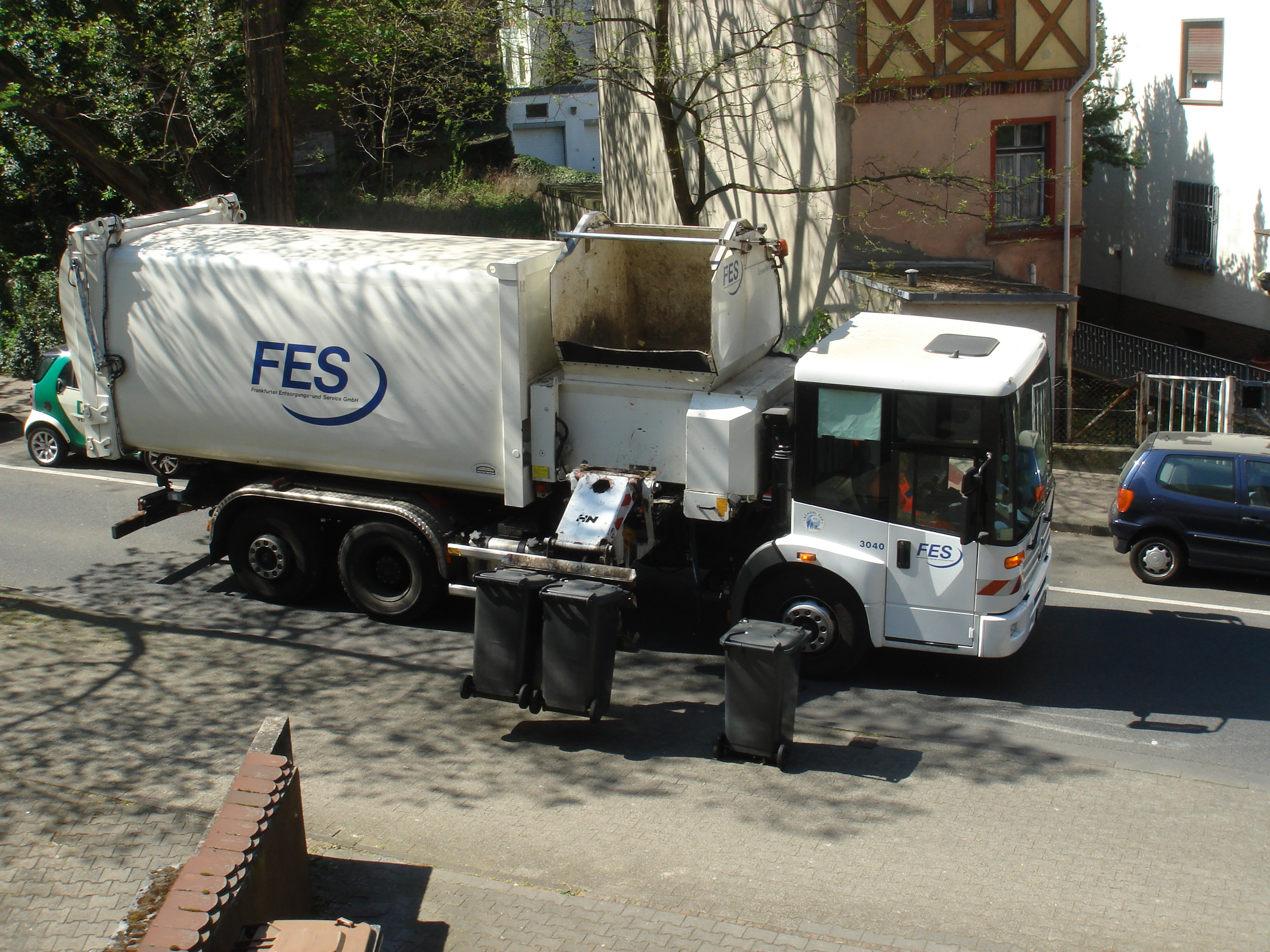
Seitenlader der FES Frankfurt

Zur Entleerung von kleineren Mülltonnen (MGB bis 360 Litern) sind Müllfahrzeuge mit Seitenlader entwickelt worden, bei denen das Fahrzeug (wie bei Kehrmaschinen) meist als Rechtslenker ausgeführt ist, damit der Fahrer das Greifen der Mülltonnen besser steuern kann. Die Behälter werden mit dem Seitenlader auf kurzem Weg in die höher gelegene Schüttung entleert. Für das Entleeren der Müllbehälter ist außer dem Fahrer kein weiterer Mitarbeiter mehr nötig, allerdings müssen die Behälter von den Kunden in der richtigen Stellung bereitgestellt und auch zurückgeholt werden.
Bei Front-Seitenlader-Systemen greift der Ladearm bis zu 3 Meter vor das Fahrerhaus. Auch dieses Ladesystem wird nur noch von dem Fahrer bedient. Mit diesem System ist es möglich, mehrere kleinere Behälter in einem Entladevorgang zu leeren.
Für Frontlader gibt es auch das Nachrüstsystem Curotto Can als Anbaugerät für die Frontgabel. Dieses besteht aus einem Behälter mit Seitenlader, so dass der Fahrer das Greifen und Leeren der Mülltonne im direkten Blick hat. Durch die niedrige Hubhöhe der Mülltonne werden vergleichsweise kurze Taktzeiten ermöglicht. Außerdem bietet das leicht zugängliche und niedrige Behältnis die Möglichkeit, neben der Tonne abgestellte Säcke oder Sperrmüll im Vergleich zum Seitenlader wesentlich leichter manuell zu laden.

## Antrieb
Traditionell werden Müllwagen fast ausschließlich von Dieselmotoren angetrieben. Es gibt mittlerweile aber auch rein Batterie-elektrisch (BEV) angetriebene Müllwagen. Ein Beispiel ist der Mercedes-Benz eEconic, der seit 2022 in Serie gefertigt wird und dessen Batteriekapazität für den Tagesbedarf eines Müllwagens ausgelegt ist.

## Digitalisierung
Um die Umgebung nach Vermüllung abzusuchen, werden die Müllwagen manchmal mit Überwachungskameras ausgestattet, wie etwa in der Stadt Basel.